# Raphaël Varane
Raphaël Xavier Varane (sinh ngày 25 tháng 4 năm 1993) là một cựu cầu thủ bóng đá chuyên nghiệp người Pháp từng thi đấu ở vị trí trung vệ. Nổi tiếng nhờ lối chơi giàu thể lực, khả năng tắc bóng và không chiến tốt, anh được đánh giá là một trong những trung vệ xuất sắc nhất thế giới trong thế hệ của mình.
Varane trước đây chơi cho câu lạc bộ Pháp Lens và trước mùa giải 2010–11, bắt đầu tập luyện với đội chuyên nghiệp và vào sân từ băng ghế dự bị trong một số trận đấu ở Ligue 1. Varane ra mắt chuyên nghiệp vào năm 2010 ở tuổi 17, và sau một mùa giải thi đấu chuyên nghiệp, anh gia nhập Real Madrid. Ở đó, trong suốt 10 mùa giải từ 2011 đến 2021, anh đã giành được 18 danh hiệu, trong đó có ba cúp La Liga, một cúp Copa del Rey, bốn cúp UEFA Champions League và bốn cúp FIFA Club World Cup. Năm 2021, anh chia tay Real Madrid để ký hợp đồng với Manchester United. Ba năm sau, anh gia nhập Como nhưng sau đó phải giải nghệ sớm vì chấn thương ngay ở đầu mùa giải.
Varane đại diện cho đội tuyển Pháp ở các cấp độ U-18, U-20 và U-21, trước khi ra mắt đội tuyển quốc gia cấp chuyên nghiệp vào tháng 3 năm 2013. Anh là một thành viên của đội tuyển Pháp tham dự FIFA World Cup vào năm 2014, khi anh được đề cử cho giải Cầu thủ trẻ xuất sắc nhất, vào năm 2018, khi anh thi đấu toàn bộ các trận đấu để giúp cho Pháp giành cúp vô địch và vào năm 2022, khi Pháp kết thúc giải đấu với vị trí á quân. Bên cạnh đó, anh còn tham dự UEFA Euro 2020 và là thành viên của đội tuyển lên ngôi vô địch UEFA Nations League 2021.

## Sự nghiệp câu lạc bộ

### Sự nghiệp ban đầu
Varane sinh ra ở thành phố Lille thuộc vùng Nord-Pas-de-Calais. Anh có nguồn gốc từ Martiniquais thông qua cha anh, Gaston, người gốc Le Morne-Rouge, trong khi mẹ anh, Annie, được lớn lên ở Saint-Amand-les-Eaux. Varane bắt đầu sự nghiệp bóng đá của mình ở quận Lille, chơi cho câu lạc bộ địa phương AS Hellemmes khi mới 7 tuổi. Sau hai năm ở câu lạc bộ, vào tháng 7 năm 2002, anh gia nhập câu lạc bộ chuyên nghiệp RC Lens, bất chấp sự quan tâm của các đối thủ Derby du Nord và câu lạc bộ quê hương Lille OSC. Tương tự như sự phát triển của những tài sản được đánh giá cao trước đây của câu lạc bộ như Gaël Kakuta và Timothée Kolodziejczak, Varane đã dành thời gian tại Center de Préformation de Football ở Liévin gần đó, một trung tâm đào tạo dành riêng cho các cầu thủ lớn lên ở vùng Nord-Pas-de-Calais. Anh ấy đã dành hai năm ở trung tâm để tập luyện ở đó vào các ngày trong tuần và chơi với Lens vào cuối tuần.
Sau khi trở lại toàn thời gian cho Lens, Varane nhanh chóng thăng hạng trong đội trẻ của câu lạc bộ. Trong mùa giải 2008–09, cùng với các đồng đội Thorgan Hazard và Geoffrey Kondogbia, anh đã chơi cho đội U16 tuổi của câu lạc bộ đã giành chức vô địch Championnat National des 16 ans. Trong mùa giải tiếp theo, Varane được đôn lên đội U19 của câu lạc bộ, mặc dù ít hơn hai tuổi so với một số đồng đội của anh. Trước mùa giải 2010–11, Varane ký hợp đồng chuyên nghiệp đầu tiên. Sau đó, anh được chuyển lên đội dự bị của câu lạc bộ ở giải nghiệp dư Championnat de France. Varane đã có trận ra mắt nghiệp dư trong trận đấu mở màn giải đấu của câu lạc bộ trong chiến thắng 2–0 trước Drancy. Anh xuất hiện trong đội hình xuất phát trong chín trận đấu tiếp theo của câu lạc bộ và chỉ thua một trong số đó.

### Lens
Vào cuối tháng 10 của chiến dịch, Varane được huấn luyện viên Jean-Guy Wallemme gọi vào đội một để tập luyện trước trận đấu của câu lạc bộ với Montpellier vào ngày 6 tháng 11. Anh đã tập luyện với đội trong cả tuần và do chấn thương của trung vệ Alaeddine Yahia, Varane, đáng ngạc nhiên, được điền tên vào đội hình xuất phát. Trong trận đấu, anh đã chơi trọn vẹn 90 phút trong chiến thắng 2–0. Chiến thắng chỉ là trận giữ sạch lưới thứ ba của câu lạc bộ trong mùa giải. Varane được các đồng đội khen ngợi, đáng chú ý nhất là đội trưởng Adil Hermach, đối tác phòng ngự Éric Chelle, và tiền đạo David Pollet, cũng như truyền thông địa phương và huấn luyện viên Wallemme. Ở hai trận đấu tiếp theo, Varane cùng với một số cầu thủ trẻ khác ngồi dự bị trong trận Lens chạm trán với hai đội bóng khó chơi là Marseille và Lyon. Anh trở lại đội hình xuất phát vào ngày 30 tháng 11 trong trận thua 4–1 trước Brest. Bất chấp việc Wallemme bị sa thải sau trận đấu với Brest, Varane vẫn xuất phát ngay từ đầu trong đội hình dưới sự dẫn dắt của tân huấn luyện viên László Bölöni. Vào tháng 12, khi cả Chelle và Yahia đều trở lại thi đấu, Varane được xếp đá tiền vệ phòng ngự trong trận đấu với Bordeaux. Trong trận đấu, anh hoạt động như một trung vệ thứ ba linh hoạt và thực hiện một pha cản phá ở phút 84 sau một cú sút cự ly gần của Yoan Gouffran để bảo toàn tỷ số 2-1. Tuy nhiên, ở những phút cuối cùng của trận đấu, Bordeaux ghi bàn gỡ hòa với tỷ số 2–2.
Vào đầu năm 2011, Varane là chủ đề của những đồn đoán chuyển nhượng liên kết anh với một số câu lạc bộ. Trong một nỗ lực để dập tắt sự quan tâm, vào ngày 3 tháng 2 năm 2011, anh đã ký gia hạn hợp đồng hai năm với Lens cho đến năm 2015. Vào ngày 8 tháng 5, Varane ghi bàn thắng chuyên nghiệp đầu tiên trong trận hòa 1-1 với Caen. Trong trận đấu tiếp theo của đội với Monaco, anh đã ghi bàn thắng gỡ hòa trong một trận hòa 1-1 khác. Bất chấp bàn thắng, sự bế tắc khiến Lens phải xuống hạng trở lại Ligue 2 sau hai mùa giải ở hạng đấu cao nhất. Vào ngày 21 tháng 5, Varane đeo băng đội trưởng Lens trong trận thua 0-0 trước Arles-Avignon.

### Real Madrid

#### 2011–12: Ra mắt và vô địch La Liga

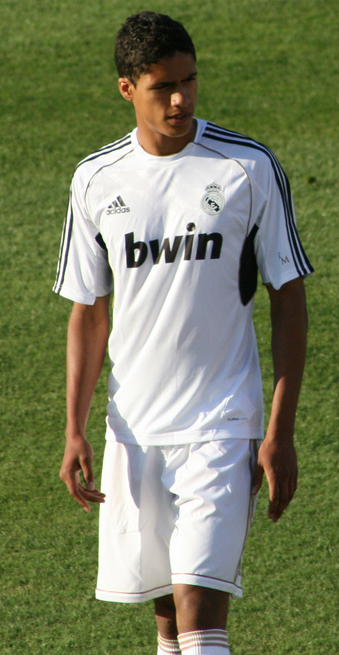
Varane tập luyện với Real Madrid năm 2011.

Vào ngày 22 tháng 6 năm 2011, chủ tịch của Lens, Gervais Martel đã xác nhận với một nhóm cổ động viên trong một cuộc họp của câu lạc bộ rằng Varane sẽ gia nhập câu lạc bộ La Liga, Real Madrid. Varane trước đó đã đến thăm các cơ sở của câu lạc bộ Real Madrid và cũng gặp gỡ cố vấn câu lạc bộ và đồng hương Zinedine Zidane. Vào ngày 27 tháng 6, động thái này đã được xác nhận bởi Real Madrid sau khi Varane vượt qua bài kiểm tra y tế thành công. Varane đã ký hợp đồng sáu năm với câu lạc bộ.
Varane được giao chiếc áo số 19 và có trận ra mắt Real Madrid trong loạt trận giao hữu trước mùa giải của câu lạc bộ với đội bóng Mỹ Los Angeles Galaxy trong Giải bóng đá thế giới 2011. Anh xuất hiện với tư cách là người thay thế trong hiệp một khi Real Madrid giành chiến thắng 4–1. Varane có trận đấu đầu tiên cho câu lạc bộ 4 ngày sau đó trong chiến thắng 3–0 trước câu lạc bộ Mexico Guadalajara. Anh ấy đã hoàn thành chiến dịch trước mùa giải khi xuất hiện 7 trận trong số 8 trận đấu trước mùa giải mà Real Madrid tham dự.
Varane đã có trận ra mắt thi đấu cho Real Madrid vào ngày 21 tháng 9 trong trận đấu của đội với Racing de Santander. Anh bắt đầu trận đấu ở vị trí trung vệ cùng với Ricardo Carvalho khi trận đấu kết thúc với tỷ số 0–0. Trong trận đấu tiếp theo của đội ba ngày sau gặp Rayo Vallecano, Varane ra sân từ đầu và ghi bàn đầu tiên cho câu lạc bộ sau một cú bay người đánh gót sau quả phạt góc của Mesut Özil. Real Madrid giành chiến thắng với tỷ số 6–2. Bàn thắng của Varane khiến anh trở thành cầu thủ nước ngoài trẻ nhất ở tuổi 18 và 152 ngày ghi bàn thắng trong một trận đấu thi đấu cho Real Madrid. Vào ngày 27 tháng 9, anh có trận ra mắt UEFA Champions League trong chiến thắng 3–0 vòng bảng trước câu lạc bộ Hà Lan Ajax. Hai tháng sau, Varane có lần thứ hai tham dự Champions League trước câu lạc bộ Croatia Dinamo Zagreb. Trong trận đấu, Varane ra sân trong đội hình xuất phát và kiến tạo trong bàn thắng thứ năm của đội, do José Callejón ghi, trong chiến thắng 6–2. Chiến thắng giúp Real Madrid bảo toàn ngôi đầu bảng.

#### 2012–2016: Ra sân thường xuyên cho đội một, vô địch UEFA Champions League
Trước mùa giải 2012-13, Varane chuyển sang khoác áo số 2. Sau khi không thể góp mặt trong bốn trận đấu đầu tiên của Real Madrid, anh đã có trận ra mắt đầu tiên trong mùa giải vào ngày 18 tháng 9 trong trận đấu mở màn vòng bảng UEFA Champions League của câu lạc bộ với câu lạc bộ Anh Manchester City. Varane xuất phát và chơi cả trận giúp Real Madrid giành chiến thắng 3–2.
Vào ngày 30 tháng 1 năm 2013, Varane có màn ra mắt trận El Clásico với Barcelona ở Copa del Rey 2012–13. Anh đã ngăn chặn một loạt các pha tấn công nguy hiểm từ Barcelona, bao gồm cả một cú sút của Xavi mà anh đã cản phá ngay trên vạch vôi. Anh đã kết thúc màn trình diễn của mình với pha đánh đầu trong trận đấu, kết thúc với tỷ số 1–1. Anh cũng trở thành cầu thủ nước ngoài trẻ thứ hai ghi bàn cho Real Madrid trong một trận đấu ở Clásico. Trong trận lượt về tại Camp Nou vào ngày 26 tháng 2 năm 2013, Varane ghi bàn thắng thứ ba cho Madrid trong chiến thắng 3–1 trên sân khách với cú đánh đầu từ quả phạt góc của Mesut Özil. Varane đã nhận được lời khen ngợi từ cựu vô địch World Cup Bixente Lizarazu sau màn trình diễn của anh trước Barcelona và Manchester United. Ông ấy nói: "Chúng tôi đang nói về một đứa trẻ ở Real Madrid, người đã chiếm vị trí của Pepe, và Pepe, với tất cả kinh nghiệm của mình, vẫn là một trung vệ tuyệt vời. Màn trình diễn của anh trước Manchester United và Barcelona thật phi thường". Varane tiếp tục gây ấn tượng trong trận lượt đi tứ kết Champions League với Galatasaray, nơi anh giúp Madrid giữ sạch lưới trong chiến thắng 3–0. Tất cả 27 đường chuyền của anh đều tìm đến đồng đội của anh mà không gặp bất kỳ pha đánh chặn nào, và tất cả các pha tắc bóng của anh đều thành công, hầu hết là với Didier Drogba.
Vào tháng 4 năm 2013, Varane được độc giả Marca vinh danh là thành viên của "Mười một cầu thủ nước ngoài xuất sắc nhất trong lịch sử Real Madrid". Vào ngày 14 tháng 5 năm 2013, Varane đã trải qua một cuộc phẫu thuật thành công đầu gối phải sau một chấn thương mà anh ấy đã gặp phải trong trận đấu cuối cùng ở giải 2012–13 gặp Real Sociedad.
Varane vào sân ở phút bù giờ thay cho Karim Benzema trong trận Chung kết Copa del Rey 2014 mà Real Madrid giành chiến thắng 2-1 trước Barcelona vào ngày 16 tháng 4. Anh đã chơi tất cả 120 phút trong chiến thắng 4–1 của Real Madrid trước Atlético Madrid trong trận Chung kết UEFA Champions League 2014, thay cho Pepe giàu kinh nghiệm hơn. Vào cuối hiệp phụ, sau khi Cristiano Ronaldo ghi bàn thắng cuối cùng, Varane đã đá bóng về phía HLV Diego Simeone của Atlético, khiến ông chạy ra khỏi đường pitch trong sự tức giận. Simeone được cử lên khán đài và Varane đã được đặt chỗ vì sự cố. Sau trận đấu, đội trưởng Gabi của Atlético đã bào chữa cho Varane vì anh còn trẻ tuổi, trong khi chính Simeone nói: "Tôi cũng đã mắc sai lầm với phản ứng của mình. Cậu ấy (Varane) là một chàng trai trẻ với một tương lai tươi sáng." Vào ngày 18 tháng 9 năm 2014, Varane ký hợp đồng mới có thời hạn sáu năm để giữ anh ở lại Real Madrid đến năm 2020. Anh chỉ ra sân nửa số trận khi đội giành chức vô địch UEFA Champions League 2015–16.

#### 2016–2021: Tiếp tục thành công

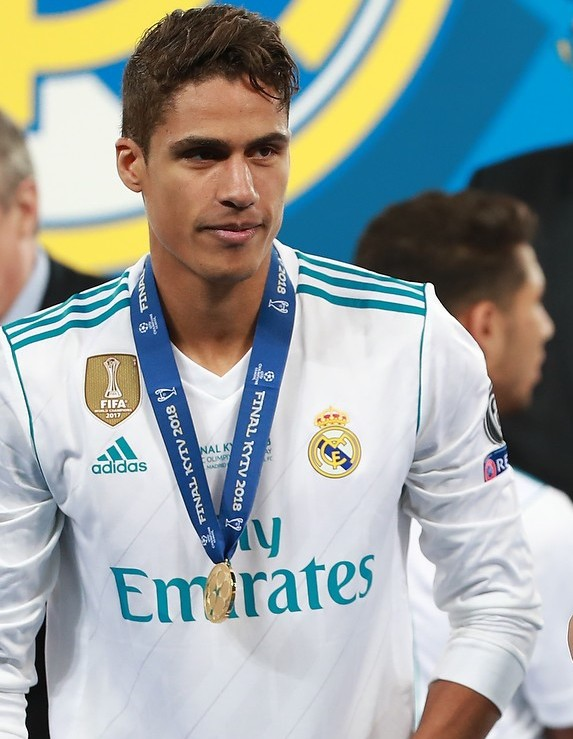
Varane sau khi giành chức vô địch UEFA Champions League 2017–18 với Real Madrid.

Mặc dù gặp một vài chấn thương trong mùa giải, anh đã có 23 lần ra sân khi Madrid vô địch La Liga 2016–17. Anh đá chính trong trận chung kết khi Madrid giành chức vô địch UEFA Champions League 2016–17.
Hợp đồng của Varane được gia hạn đến năm 2022 vào ngày 27 tháng 9 năm 2017. Trong UEFA Champions League 2017–18, anh đã có 11 lần ra sân, khi Madrid giành chức vô địch Champions League lần thứ ba liên tiếp và lần thứ 13 trong lịch sử câu lạc bộ. Sau những màn trình diễn ở câu lạc bộ và quốc tế trong suốt cả năm, anh đã được đưa vào danh sách rút gọn 30 người cho Quả bóng vàng 2018, kết thúc ở vị trí thứ bảy trong bảng xếp hạng cuối cùng. Anh cũng được xếp thứ 9 trong danh sách Cầu thủ xuất sắc nhất FIFA sau Kevin De Bruyne và được bầu làm trung vệ trong đội hình cho cả FIFPro Men's World11 2018 và UEFA Team of the Year.
Trong mùa giải 2018–19, anh đã có 43 lần ra sân, đồng thời giành chức vô địch FIFA Club World Cup 2018. Anh là người thường xuyên đá chính trong mùa giải tiếp theo, khi Real Madrid giành chức vô địch La Liga 2019–20. Tại Champions League, Madrid đã bị loại ở vòng 16 đội bởi Manchester City. Trong trận lượt về tại Sân vận động Thành phố Manchester, Manchester, Madrid đã để thua 2–1, với Varane được coi là người có lỗi trong cả hai bàn thua. Những sai lầm của cầu thủ người Pháp là do Gabriel Jesus gây áp lực quá cao dẫn đến việc Varane mất quyền kiểm soát bóng trong cả hai lần. Anh đã xin lỗi về những sai lầm của mình.

### Manchester United

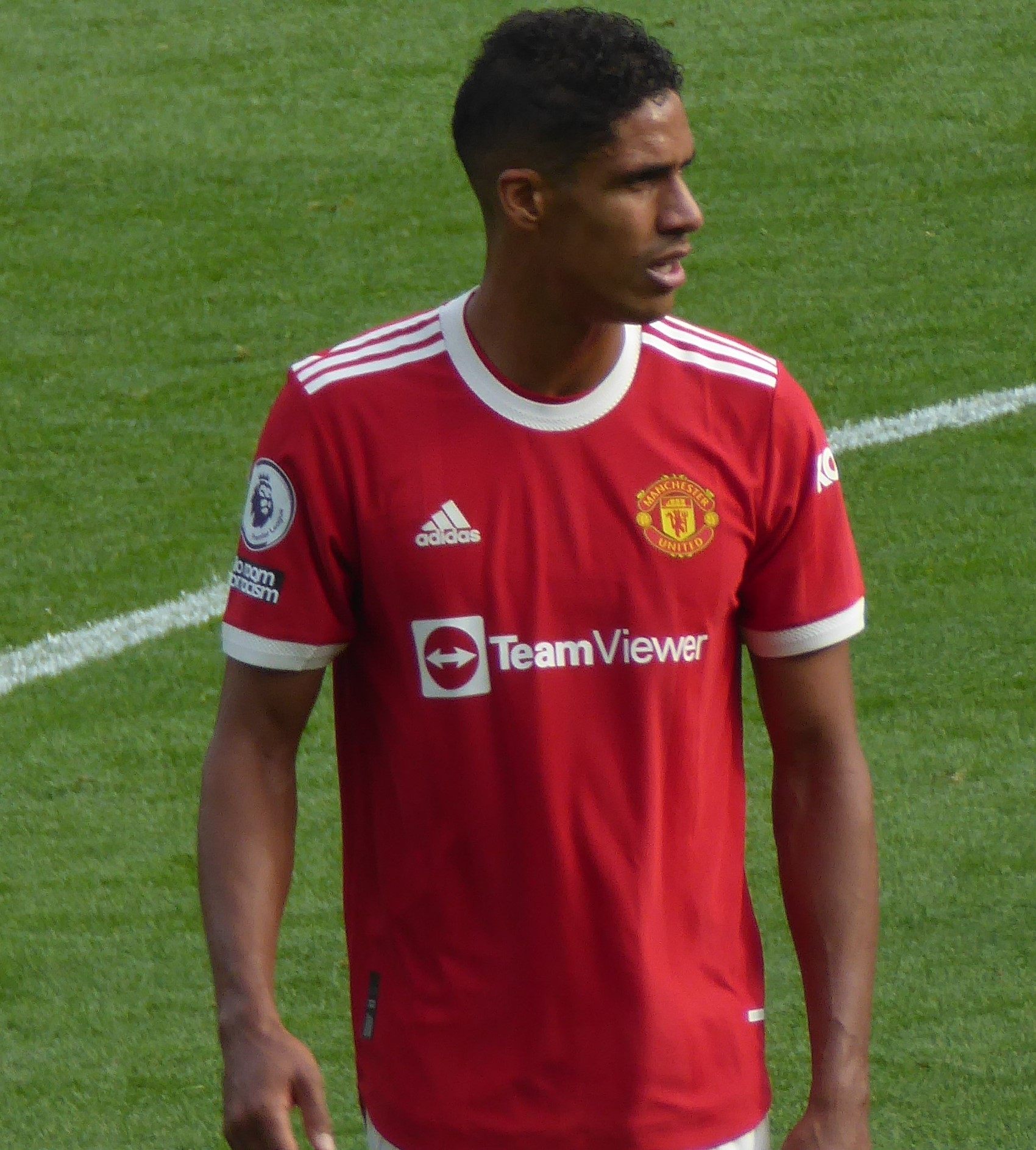
Varane thi đấu cho Manchester United năm 2021

Vào ngày 27 tháng 7 năm 2021, có thông báo rằng Manchester United và Real Madrid đã đạt được thỏa thuận về việc chuyển nhượng Varane, tùy thuộc vào kiểm tra y tế và các điều khoản của cầu thủ đang được hoàn tất. Vụ chuyển nhượng được hoàn tất vào ngày 14 tháng 8 năm 2021, sau khi Varane được công bố trước đám đông chật cứng khán giả Old Trafford trước trận mở màn Premier League của United trước Leeds United. Anh ấy đã được trao chiếc áo số 19 mà Amad Diallo đã mặc trước đây, số áo mà anh ấy cũng đã mặc trong mùa giải đầu tiên của mình với Real Madrid. Anh ra mắt lần đầu vào ngày 29 tháng 8 năm 2021 và đóng góp một pha kiến tạo vào bàn thắng quyết định trong chiến thắng 1–0 trước Wolverhampton Wanderers.
Vào ngày 2 tháng 5 năm 2022, Varane ghi bàn thắng đầu tiên cho câu lạc bộ trong chiến thắng 3–0 trước Brentford.
Vào ngày 22 tháng 10 năm 2022, Varane dính chấn thương ở chân trong trận đấu với Chelsea tại Premier League. Huấn luyện viên của United, Erik ten Hag, cho biết trong một cuộc họp báo vào ngày 26 tháng 10 rằng chấn thương sẽ loại Varane ra khỏi tất cả các trận đấu của câu lạc bộ trước kỳ nghỉ cho FIFA World Cup 2022, khiến anh không chắc chắn có cơ hội được chọn vào đội tuyển Pháp tham dự giải đấu.

### Como và giải nghệ
Vào ngày 28 tháng 7 năm 2024, có thông báo rằng câu lạc bộ Serie A Como đã ký hợp đồng hai năm với Varane kèm theo tùy chọn gia hạn. Vài tuần sau, vào ngày 11 tháng 8, anh bị chấn thương đầu gối trong hiệp một của trận đấu Coppa Italia với Sampdoria. Cuối tháng đó, anh bị loại khỏi danh sách đội hình Serie A của câu lạc bộ. Anh tuyên bố giải nghệ vào ngày 25 tháng 9 năm 2024.

## Sự nghiệp quốc tế

### Cấp độ trẻ
Varane là một tuyển thủ trẻ người Pháp đã được khoác áo đội tuyển ở cấp độ U-18 và U-21.
Trước khi chơi cho đội U-18, anh đã được gọi vào đội dưới 17 tuổi, nhưng không được ra sân. Varane có trận ra mắt với đội U-18 vào ngày 24 tháng 8 năm 2010 trong một trận giao hữu với Đan Mạch. Trong trận ra mắt, anh đã ghi bàn thắng cuối cùng trong chiến thắng 2–0. Varane đã từ chối các lần triệu tập tiếp theo cho đội U-18 vì anh muốn tham gia nhiều hơn với đội một của Lens và kết quả là, bỏ lỡ Tournoi de Limoges và một giải đấu ở Israel. Vào ngày 3 tháng 2 năm 2011, anh được huấn luyện viên Erick Mombaerts gọi vào đội U-21 lần đầu tiên cho một trận giao hữu với Slovakia. Varane mô tả cuộc gọi này là "một bất ngờ lớn". Anh đã có lần đầu tiên khoác áo đội U-21 và đá chính trong trận đấu với Slovakia, chơi cả trận trong chiến thắng 3–1. Vào ngày 15 tháng 11, Varane ghi bàn thắng đầu tiên cho đội U-21 trong trận thắng 2–0 vòng loại Euro U-21 2013 trước Slovakia. Chiến thắng đảm bảo cho Pháp suất tham dự ít nhất là trận play-off vòng loại của giải đấu.

### Đội tuyển quốc gia

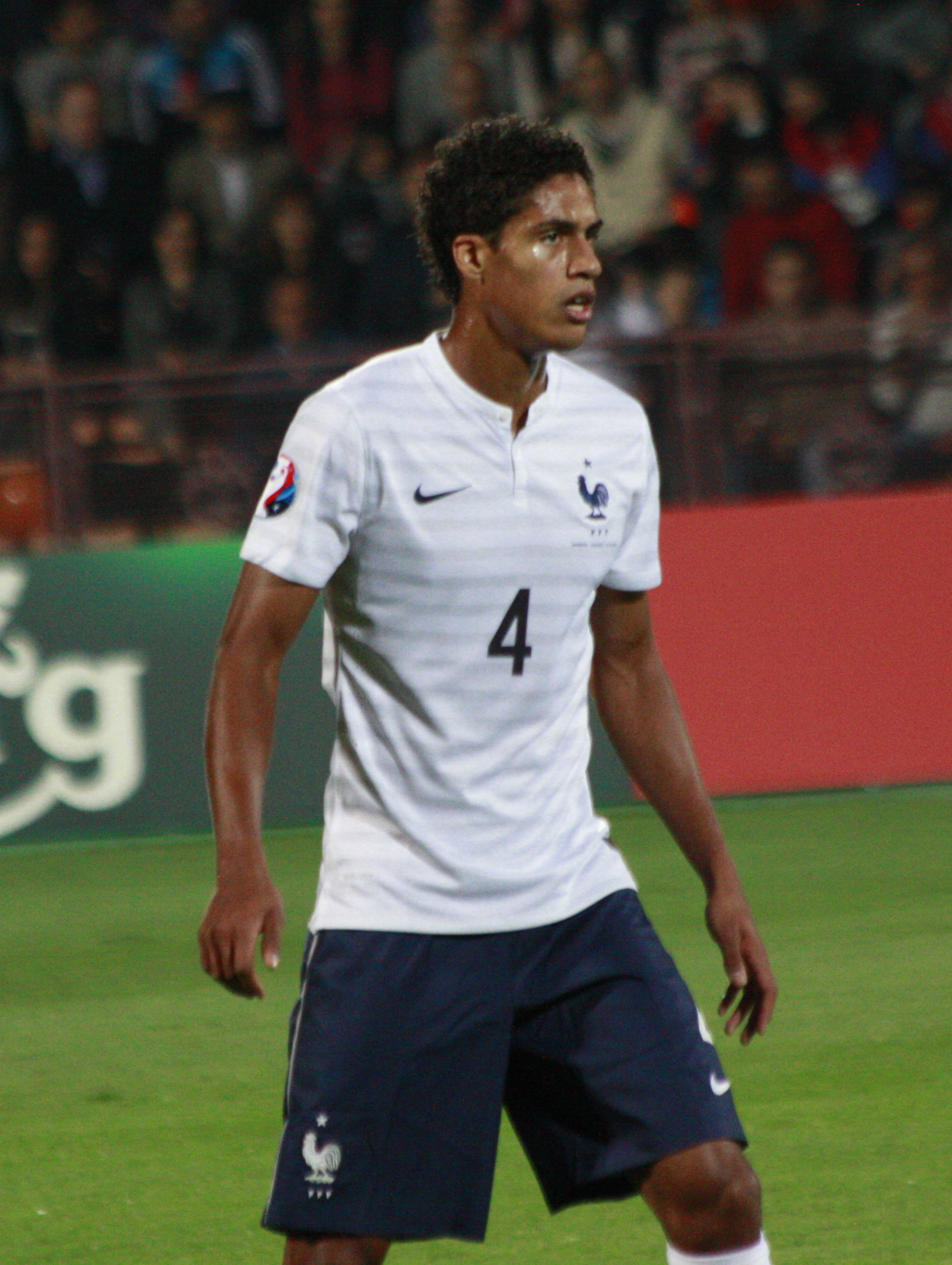
Varane chơi cho Pháp năm 2014.

Vào tháng 8 năm 2012, Varane được gọi vào đội tuyển quốc gia Pháp cho trận giao hữu với Uruguay, nhưng chỉ ngồi dự bị và không được ra sân. Anh bắt đầu trận đấu đầu tiên của mình cho Pháp vào ngày 22 tháng 3 năm 2013 trong trận đấu thuộc vòng loại World Cup với Georgia, với chiến thắng 3–1. Vào ngày 13 tháng 5 năm 2014, anh được đưa vào đội hình của Didier Deschamps dự FIFA World Cup 2014.
Vào ngày 15 tháng 6 năm 2014, anh đá cặp với Mamadou Sakho ở vị trí trung vệ trong trận đấu đầu tiên của Les Bleus tại World Cup - chiến thắng 3–0 trước Honduras. Anh cũng có mặt trong đội hình xuất phát cho trận đấu thứ hai với Thụy Sĩ và các trận đấu loại trực tiếp với Nigeria và Đức, khi Pháp bị loại ở vòng tứ kết bởi người Đức với tỷ số 1–0. Varane đã nhận lỗi khi để Mats Hummels cản phá anh ở tình huống cố định quan trọng và để hậu vệ người Đức đánh đầu ghi bàn thắng. Mặc dù vậy, Varane vẫn có tên trong danh sách rút gọn ba người cho giải Cầu thủ trẻ xuất sắc nhất của giải đấu.  Vào ngày 14 tháng 10, Varane trở thành cầu thủ trẻ nhất mang băng đội trưởng tuyển Pháp khi anh thay Blaise Matuidi ở hiệp một trong chiến thắng 3–0 trước Armenia. Sau đó, anh được chọn làm đội trưởng của đội trong trận giao hữu trên sân nhà với Thụy Điển vào ngày 18 tháng 11, nơi anh ghi bàn thắng quốc tế đầu tiên giúp Les Bleus giành chiến thắng 1–0.
Vào ngày 24 tháng 5 năm 2016, anh bị loại khỏi đội hình của tuyển Pháp tham dự UEFA Euro 2016 vì chấn thương đùi, và được thay thế bởi Adil Rami.
Vào ngày 17 tháng 5 năm 2018, Varane được gọi vào đội hình 23 người của Pháp cho FIFA World Cup 2018. Anh đá chính trong tất cả bảy trận đấu của Pháp và chơi trọn vẹn 90 phút. Trong trận tứ kết với Uruguay, Varane, anh là người ghi bàn mở tỷ số bằng cú đánh đầu trong chiến thắng 2–0 của Pháp. Pháp sau đó tiếp tục vô địch giải đấu này lần thứ hai trong lịch sử, và Varane trở thành cầu thủ thứ tư trở thành nhà vô địch World Cup và Champions League trong cùng năm, sau Christian Karembeu (năm 1998), Roberto Carlos (năm 2002), và Sami Khedira (năm 2014). Tất cả các cầu thủ, như Varane, đều đang chơi cho Real Madrid vào thời điểm họ vô địch World Cup.
Vào tháng 5 năm 2021, anh được đưa vào đội hình tham dự UEFA Euro 2020. Anh thi đấu từng phút trong bốn trận đấu của Pháp tại giải đấu, bao gồm cả thời gian bù giờ ở cuối vòng 16 đội gặp Thụy Sĩ; trận đấu đó chuyển sang loạt luân lưu, nhưng Varane không được chọn thực hiện một trong năm quả đá đầu tiên khi Pháp thua 5–4.
Ngày 2 tháng 2 năm 2023, Varane tuyên bố từ giã sự nghiệp thi đấu quốc tế thông qua tài khoản Instagram của mình, tổng cộng anh có 93 lần ra sân và ghi được 5 bàn thắng.

## Phong cách thi đấu
Varane đã được huấn luyện viên đội trẻ của Lens, Éric Assadourian, mô tả là một "cầu thủ hạng nhất thực sự", người "thoải mái về cả cấp độ chiến thuật và kỹ thuật". Vào ngày 30 tháng 1 năm 2013, trợ lý huấn luyện viên của Real Madrid lúc đó là Aitor Karanka đã nói về Varane trong cuộc họp báo sau El Clásico của Copa del Rey, rằng: "Rõ ràng là Varane có một cái đầu tốt và sẽ tiếp tục cải thiện."
Cựu hậu vệ đội tuyển Pháp Frank Leboeuf tin rằng Varane có tiềm năng xuất sắc hơn huyền thoại Fernando Hierro của Real Madrid, nói với các phóng viên: "Nhiều người so sánh anh ấy với Hierro do kỹ thuật của anh ấy, nhưng về mặt thể chất, anh ấy khỏe hơn và anh ấy nhanh hơn nhiều..Fernando Hierro và José Mourinho đã coi Varane là một trong những hậu vệ xuất sắc nhất của bóng đá thế giới.

## Đời tư
Varane đã kết hôn với người bạn đời lâu năm Camille Tytgat, và họ có một con trai tên là Ruben và một con gái tên Anaïs.
Khi Zinedine Zidane gọi cho Varane về việc Real Madrid muốn ký hợp đồng với anh ấy vào tháng 6 năm 2011, Varane đã yêu cầu Zidane gọi lại lần sau vì anh đang trong quá trình ôn thi tú tài.
Em gái anh, Annabelle Varane, là Hoa hậu Nord-Pas-de-Calais 2018 và dự thi Hoa hậu Pháp 2019.

## Thống kê sự nghiệp

### Câu lạc bộ
Tính đến trận đấu được diễn ra vào ngày 29 tháng 9 năm 2021.
| Câu lạc bộ          | Mùa giải            | Giải quốc nội       | Giải quốc nội | Giải quốc nội | Cúp quốc gia | Cúp quốc gia | Cúp liên đoàn | Cúp liên đoàn | Châu lục | Châu lục | Khác | Khác | Tổng cộng | Tổng cộng |
| Câu lạc bộ          | Mùa giải            | Giải đấu            | Trận          | Bàn           | Trận         | Bàn          | Trận          | Bàn           | Trận     | Bàn      | Trận | Bàn  | Trận      | Bàn       |
| ------------------- | ------------------- | ------------------- | ------------- | ------------- | ------------ | ------------ | ------------- | ------------- | -------- | -------- | ---- | ---- | --------- | --------- |
| Lens                | 2010–11             | Ligue 1             | 23            | 2             | 1            | 0            | 0             | 0             | —        | —        | —    | —    | 24        | 2         |
| Real Madrid         | 2011–12             | La Liga             | 9             | 1             | 2            | 1            | —             | —             | 4        | 0        | 0    | 0    | 15        | 2         |
| Real Madrid         | 2012–13             | La Liga             | 15            | 0             | 7            | 2            | —             | —             | 11       | 0        | 0    | 0    | 33        | 2         |
| Real Madrid         | 2013–14             | La Liga             | 14            | 0             | 2            | 0            | —             | —             | 7        | 0        | 0    | 0    | 23        | 0         |
| Real Madrid         | 2014–15             | La Liga             | 27            | 0             | 4            | 2            | —             | —             | 12       | 0        | 3    | 0    | 46        | 2         |
| Real Madrid         | 2015–16             | La Liga             | 26            | 0             | 0            | 0            | —             | —             | 7        | 0        | —    | —    | 33        | 0         |
| Real Madrid         | 2016–17             | La Liga             | 22            | 1             | 3            | 1            | —             | —             | 10       | 2        | 3    | 0    | 38        | 4         |
| Real Madrid         | 2017–18             | La Liga             | 27            | 0             | 1            | 0            | —             | —             | 11       | 0        | 5    | 0    | 44        | 0         |
| Real Madrid         | 2018–19             | La Liga             | 32            | 2             | 4            | 0            | —             | —             | 4        | 0        | 3    | 0    | 43        | 2         |
| Real Madrid         | 2019–20             | La Liga             | 32            | 2             | 1            | 1            | —             | —             | 8        | 0        | 2    | 0    | 43        | 3         |
| Real Madrid         | 2020–21             | La Liga             | 31            | 2             | 0            | 0            | —             | —             | 9        | 0        | 1    | 0    | 41        | 2         |
| Real Madrid         | Tổng cộng           | Tổng cộng           | 236           | 8             | 24           | 7            | —             | —             | 83       | 2        | 17   | 0    | 360       | 17        |
| Manchester United   | 2021–22             | Premier League      | 22            | 1             | 2            | 0            | 0             | 0             | 5        | 0        | —    | —    | 29        | 1         |
| Manchester United   | 2022–23             | Premier League      | 24            | 0             | 3            | 0            | 2             | 0             | 5        | 0        | —    | —    | 34        | 0         |
| Manchester United   | 2023–24             | Premier League      | 22            | 1             | 5            | 0            | 1             | 0             | 4        | 0        | —    | —    | 32        | 1         |
| Manchester United   | Tổng cộng           | Tổng cộng           | 68            | 2             | 10           | 0            | 3             | 0             | 14       | 0        | —    | —    | 95        | 2         |
| Como                | 2024–25             | Serie A             | 0             | 0             | 1            | 0            | —             | —             | —        | —        | —    | —    | 1         | 0         |
| Tổng cộng sự nghiệp | Tổng cộng sự nghiệp | Tổng cộng sự nghiệp | 327           | 12            | 36           | 7            | 3             | 0             | 97       | 2        | 17   | 0    | 480       | 21        |

1. ↑  Bao gồm Coupe de France, Copa del Rey, FA Cup, Coppa Italia
2. ↑  Bao gồm EFL Cup
3. 1 2 3 4 5 6 7 8 9 10 11 12  Ra sân tại UEFA Champions League
4. ↑  1 lần tại Supercopa de España, 2 lần tại FIFA Club World Cup
5. 1 2  1 lần tại UEFA Super Cup, 2 lần tại FIFA Club World Cup
6. ↑  1 lần tại UEFA Super Cup, 2 lần tại FIFA Club World Cup, 2 lần tại Supercopa de España
7. 1 2  Ra sân tại Supercopa de España
8. ↑  Ra sân tại UEFA Europa League

### Đội tuyển quốc gia
Tính đến ngày 18 tháng 12 năm 2022
| Đội tuyển quốc gia | Năm       | Trận | Bàn |
| ------------------ | --------- | ---- | --- |
| Pháp               | 2013      | 4    | 0   |
| Pháp               | 2014      | 13   | 1   |
| Pháp               | 2015      | 10   | 1   |
| Pháp               | 2016      | 8    | 0   |
| Pháp               | 2017      | 5    | 0   |
| Pháp               | 2018      | 14   | 1   |
| Pháp               | 2019      | 10   | 2   |
| Pháp               | 2020      | 7    | 0   |
| Pháp               | 2021      | 12   | 0   |
| Pháp               | 2022      | 10   | 0   |
| Tổng cộng          | Tổng cộng | 93   | 5   |

### Bàn thắng quốc tế
| #  | Ngày                 | Địa điểm                                           | Đối thủ   | Bàn thắng | Kết quả | Giải đấu            |
| -- | -------------------- | -------------------------------------------------- | --------- | --------- | ------- | ------------------- |
| 1. | 18 tháng 11 năm 2014 | Sân vận động Vélodrome, Marseille, Pháp            | Thụy Điển | 1–0       | 1–0     | Giao hữu            |
| 2. | 26 tháng 3 năm 2015  | Stade de France, Saint-Denis, Pháp                 | Brasil    | 1–0       | 1–3     | Giao hữu            |
| 3. | 6 tháng 7 năm 2018   | Sân vận động Nizhny Novgorod, Nizhny Novgorod, Nga | Uruguay   | 1–0       | 2–0     | World Cup 2018      |
| 4. | 22 tháng 3 năm 2019  | Sân vận động Zimbru, Chișinău, Moldova             | Moldova   | 2–0       | 4–1     | Vòng loại Euro 2020 |
| 5. | 14 tháng 11 năm 2019 | Stade de France, Saint-Denis, Pháp                 | Moldova   | 1–1       | 2–1     | Vòng loại Euro 2020 |

## Danh hiệu

### Câu lạc bộ
Real Madrid
- La Liga: 2011–12, 2016–17, 2019–20
- Copa del Rey: 2013–14
- Supercopa de España: 2013, 2018, 2019–20
- UEFA Champions League: 2013–14, 2015–16, 2016–17, 2017–18
- UEFA Super Cup: 2014, 2016, 2017
- FIFA Club World Cup: 2014, 2016, 2017, 2018

Manchester United
- FA Cup: 2023–24
- EFL Cup: 2022–23

### Quốc tế
- FIFA World Cup: 2018; á quân: 2022
- UEFA Nations League: 2020–21

### Cá nhân
- FIFA FIFPro World11: 2018
- UEFA Team of the Year: 2018
- UEFA Champions League Squad of the Season: 2017–18
- FIFA World Cup Fantasy Team: 2018
- FIFA World Cup Dream Team: 2018
- IFFHS Men's World Team: 2018

### Phẩm cấp
- Bắc Đẩu Bội tinh: 2018